# Przepiórka (zwyczajna)
Przepiórka  (zwyczajna) (Coturnix coturnix) – gatunek średniego ptaka wędrownego z rodziny kurowatych (Phasianidae), zamieszkujący niemal całą Europę, Azję Środkową i Południową oraz Afrykę. Przeloty w V i VIII – IX (wyjątkowo do XI). Zimuje w basenie Morza Śródziemnego, Afryce i w Indiach.

## Systematyka
Wyróżniono kilka podgatunków C. coturnix:
- C. coturnix coturnix – przepiórka (zwyczajna) – zamieszkuje Europę, Afrykę Północną, Azję Środkową i północne Indie;
- C. coturnix conturbans – zamieszkuje Azory;
- C. coturnix inopinata – zamieszkuje Wyspy Zielonego Przylądka;
- C. coturnix africana – przepiórka afrykańska – zamieszkuje Afrykę Subsaharyjską, Madagaskar i Komory. Populacja introdukowana na wyspy Mauritius i Reunion prawdopodobnie wymarła[2].
- C. coturnix erlangeri – zamieszkuje wschodnią i północno-wschodnią Afrykę; dawniej tę nazwę stosowano tylko w odniesieniu do populacji zamieszkującej Wyżynę Abisyńską.

Za podgatunek przepiórki uznawano niekiedy przepiórkę japońską (C. japonica), ale występują one sympatrycznie w Mongolii. Proponowane podgatunki ragonierii (Toskania we Włoszech) i parisii (prawdopodobnie Sardynia) włączono do podgatunku nominatywnego. Podgatunki afrykańskie są niekiedy wydzielane do osobnego gatunku C. africana.

## Morfologia

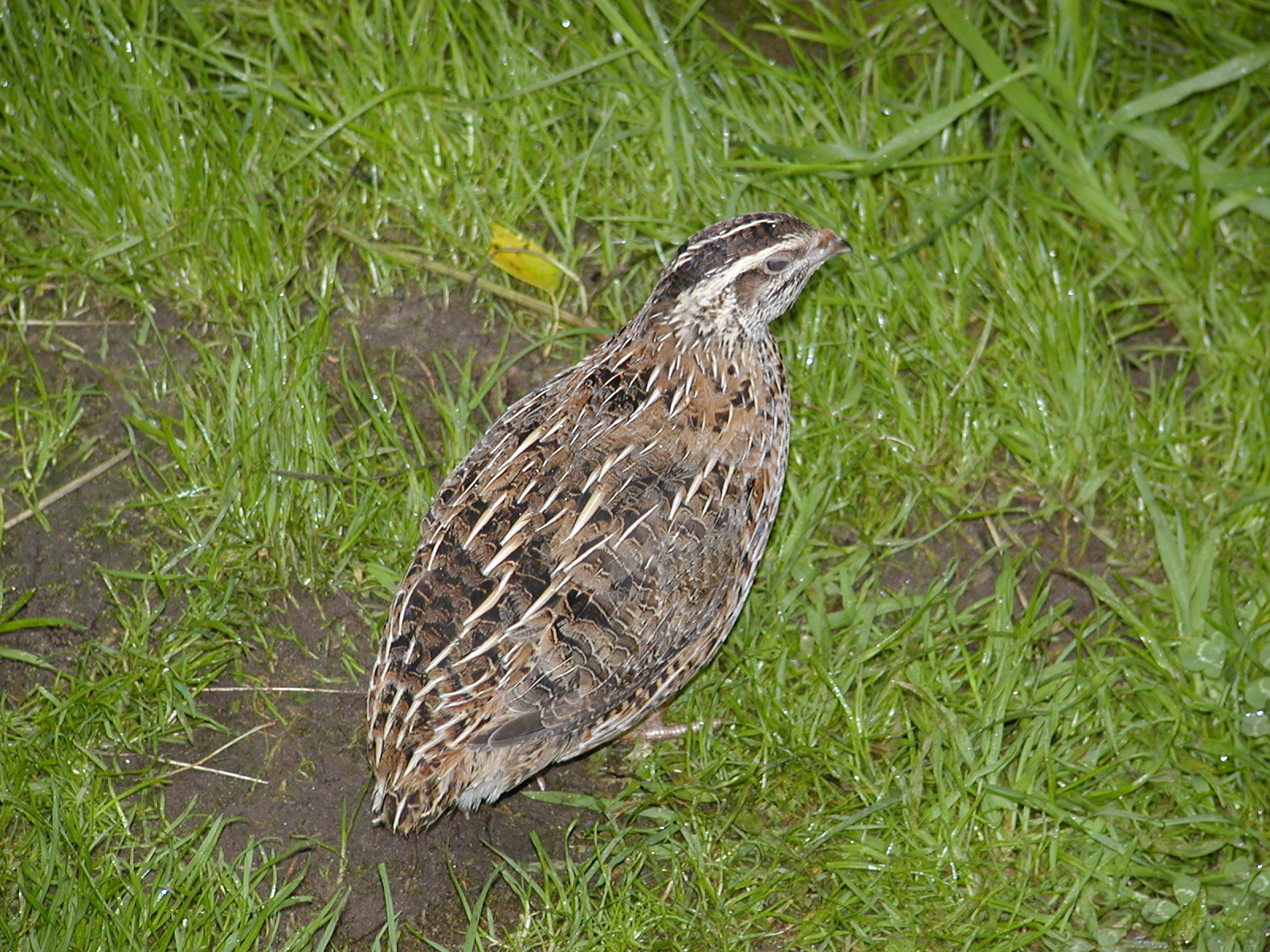
Samica

Cechy gatunkuUpierzenie płowobrązowe z ciemnobrunatnym wzorem pokrywającym wierzch ciała, głowę i pierś. Wierzch ciała i boki pokryte są białawym kreskowaniem. Samice mają brudnobiałe gardło, u samców występuje czarna plama o zmiennym rozmiarze – niekiedy przypomina jedynie wąski pas. Samce wyróżnia też czarny wąs. W locie zwracają uwagę długie skrzydła.
Wymiary średnie
- Długość ciała ok. 16–20 cm
- Rozpiętość skrzydeł 32–35 cm
- Masa ciała: samce 70–140 g, samice 70–155 g

## Ekologia i zachowanie

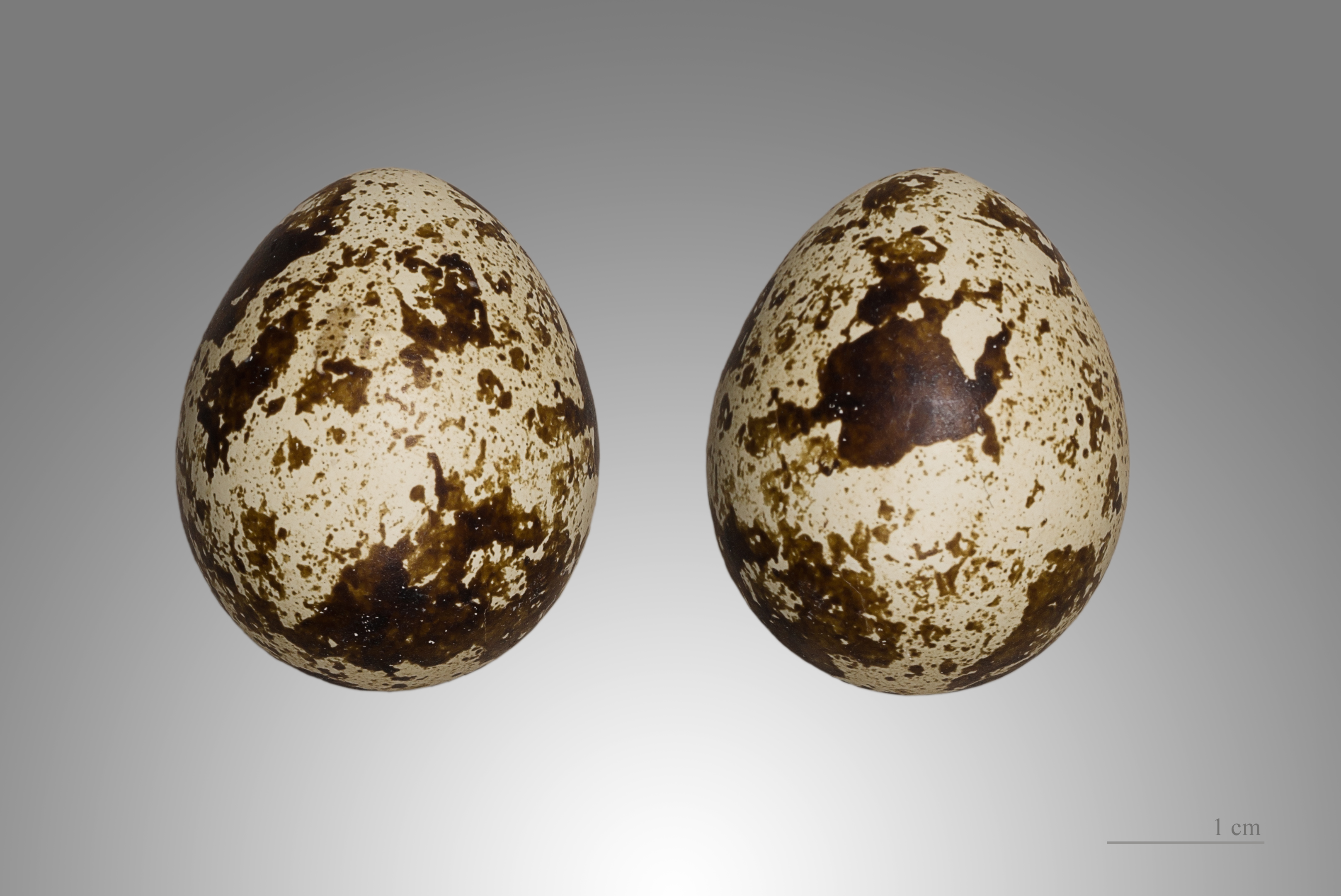
Jaja podgatunku C. c. coturnix

BiotopPola uprawne, pastwiska i łąki; szczególnie chętnie wybiera pola koniczyny. Na zimowiskach również przebywa na polach lub trawiastych równinach. Zasiedla także obszary inne niż pochodzenia antropogenicznego – od półpustynnych terenów trawiastych po górskie płaskowyże. Odnotowywana do wysokości 2400 m n.p.m. w Zimbabwe, 3000 m n.p.m. w Kenii, 2990 m n.p.m. w Tadżykistanie i 3600 m n.p.m. w Ladakhu. Przepiórki unikają obszarów zadrzewionych i mokradeł.
GniazdoNa ziemi osłonięte roślinami. Ma formę płytkiego zagłębienia rzadko wyściełanego roślinami.
JajaZasadniczo jeden lęg w maju lub czerwcu. Samica składa przeważnie od 8 do 13 jaj.
Wysiadywanie, młodeJaja wysiadywane są przez okres 17–20 dni wyłącznie przez samicę. Pisklęta są zagniazdownikami. Klują się żółte, pokryte brunatnymi cętkami, z domieszką rdzawej barwy na głowie, jasną pręgą na wierzchu głowy i ciemną plamką uszną. Po około 19 dniach życia uzyskują zdolność lotu, w wieku 2 miesięcy są samodzielne. Do około 50 dnia życia przebywają w grupach rodzinnych.
PożywieniePokarm roślinny wzbogacony drobnymi bezkręgowcami.
GłosPrzepiórki odzywają się trzysylabowym pit-pi-lit, intensywne i dobrze słyszalne. Ludowe podania tłumaczyły ten głos jako wzywanie chłopców do pracy („pójdźcie żąć”). Spłoszone i zmuszone do lotu odzywają się przenikliwym, piskliwym trii-trii. Wydają z siebie również kilka innych dźwięków, miękkich lub niskich, lecz są one trudne do usłyszenia.
ZachowaniePrzepiórki prowadzą bardzo skryty tryb życia, wolą uciekać piechotą, do lotu zrywają się w ostateczności. Zajmują niewielkie terytoria o powierzchni 0,7–1,5 ha. W sezonie lęgowym przepiórki widywane są parami, po wyprowadzeniu lęgów żyją w grupach rodzinnych, przed wędrówkami łączą się w większe grupy.

## Status i ochrona
IUCN klasyfikuje przepiórkę jako gatunek najmniejszej troski (LC, Least Concern) nieprzerwanie od 1988 roku. Liczebność światowej populacji, obliczona w oparciu o szacunki organizacji BirdLife International dla Europy z 2015 roku, mieści się w przedziale 15–35 milionów dorosłych osobników. Globalny trend liczebności populacji uznawany jest za spadkowy.
W Polsce przepiórka jest objęta ścisłą ochroną gatunkową. Na Czerwonej liście ptaków Polski została sklasyfikowana jako gatunek narażony (VU). Według szacunków Monitoringu Pospolitych Ptaków Lęgowych, w latach 2013–2018 krajowa populacja lęgowa liczyła 38–65 tysięcy samców, a trend liczebności jest silnie spadkowy.
Zagrożeniem dla przepiórek jest stosowanie toksycznych środków ochrony roślin, które pozbawiają je pokarmu w obszarach rolniczych. Zdarzają się również kolizje z budynkami i łapanie przez koty. Przepiórka jest gatunkiem łownym w krajach Europy Południowej, legalny odstrzał szacuje się tam na 1,6 miliona osobników rocznie.